# Route départementale 16 (Alpes-de-Haute-Provence)
Pour les articles homonymes, voir Route départementale 16.
La route départementale 16, abrégée en RD 16 ou D 16, est une des Routes des Alpes-de-Haute-Provence, qui relie Cruis à Saint-Maime.

## Tracé de Cruis à Saint-Maime
- Cruis
- Montlaux
- Sigonce
- Forcalquier
- Saint-Maime